# Lillsjön (Ströms socken, Jämtland)
Lillsjön är en sjö i Strömsunds kommun i Jämtland och ingår i Ångermanälvens huvudavrinningsområde.